# São Lourenço (Portalegre)
São Lourenço ist eine ehemalige Gemeinde (Freguesia) im portugiesischen Kreis (Concelho) von Portalegre. In ihr leben 4989 Einwohner (Stand 30. Juni 2011).

## Geschichte
Portalegre war in sieben innerstädtische Gemeinden aufgeteilt, bis es 1549 Sitz des neugeschaffenen Bistums Portalegre wurde (seit 1956 Bistum Portalegre-Castelo Branco). In der Folge wurden die Gemeinden zusammengelegt und neu formiert. Daraus entstanden die zwei Innenstadtgemeinden São Lourenço und Sé.
São Lourenço vereinte seither die nördliche Hälfte der Stadt, während Sé die südliche Hälfte des Stadtgebiets umfasste.
Im Zuge der Gebietsreform vom 29. September 2013 wurde São Lourenço mit Sé zur Gemeinde União das Freguesias da Sé e São Lourenço zusammengelegt.

## Sehenswürdigkeiten
Die Stadtverwaltung (Câmara Municipal) liegt in der Gemeinde. Sie ist in einem ehemaligen Jesuitenkloster untergebracht, in dem im 18. Jahrhundert bereits mit der Real Fábrica de Lanifícios de Portalegre eine bedeutende Textil- und Gobelinmanufaktur eingerichtet war.
Der denkmalgeschützte historische Ortskern Portalegres liegt im Wesentlichen hier. Zu seinen Baudenkmälern zählen eine Vielzahl Sakralbauten, Brunnen und Bürgerhäuser aus dem 16. und 17. Jahrhundert. Auch das modernistische Cine-teatro Crisfal, die ab 1956 errichtete Industrie- und Handelsschule, und das 1955 eröffnete Gerichtsgebäude gehören dazu, u. a.